# Максимиліан Осінскі
Максиміліан Осінський (англ. Maximilian Osinski, нар. 1 квітня 1984) американський актор, відомий своїми постійними ролями агента Девіса у серіалі «Агенти Щ.И.Т.» та у ролі Зави у серіалі «Тед Лассо».

## Раннє життя та освіта
Максиміліан Осінський народився в таборі для біженців в Австрія в родині польських батьків, які втекли зі свого дому в Щецин до США в 1984 році. Він виріс у Чикаго, де відвідував Maine East High School у Парк-Рідж. Його вчитель драматичного мистецтва допоміг йому вступити на програму акторської майстерності Коледжу візуальних та виконавських мистецтв Університету Сіракуз, де він отримав ступінь бакалавра образотворчих мистецтв ступінь у 2006 році. У Сіракузах він навчався за кордоном у театрі Глобус у Лондоні та був обраний для участі в Тижневій програмі Соркіна.

## Кар'єра
Осінські знімався у фільмах, зокрема «Кохання та інші ліки» та «Експрес: історія Ерні Девіса». Він постійно з’являється в «Агенти Щ.И.Т.» як агент Девіс, де його дружина Дічен Лакмен грає лиходія у 2 сезоні. Він спів -написав і був співпродюсером веб-серіалу «Hollywood Hitmen» разом з Енвер Джокай, і знявся разом із «Королевою крику» Джордан Ледд та австралійським актором Адамом Дж. Єндом у хітовому короткометражному фільмі Брентвудський душитель.
У 2023 році Осінські було обрано на роль Зави у фільмі «Тед Лассо».

## Особисте життя
Осінські одружений з австралійською актрисою Дічен Лакмен із січня 2015 року. У травні того ж року вона народила дочку.

## Фільмографія
| Рік       |    | Українська назва                            | Оригінальна назва                  | Роль                                                      |
| --------- | -- | ------------------------------------------- | ---------------------------------- | --------------------------------------------------------- |
| 2007      | ф  | Смішний біг                                 | Running Funny                      | Майкл                                                     |
| 2008      | ф  | Експрес: Історія легенди спорту Ерні Девіса | The Express: The Ernie Davis Story | Герхард Шведес                                            |
| 2009      | с  | Армійські дружини                           | Army Wives                         | рядовий Прюітт (Епізод: "Incoming")                       |
| 2010      | ф  | Кохання та інші ліки                        | Love & Other Drugs                 | Нед                                                       |
| 2011      | кф | Ідеально                                    | Perfect                            |                                                           |
| 2011      | ф  | Час                                         | In Time                            | Луїс                                                      |
| 2012      | ф  | Люди як ми                                  | People Like Us                     | телемаркетолог                                            |
| 2012      | ф  | K-11                                        | K-11                               | офіцер-арештант                                           |
| 2014—2020 | с  | Агенти Щ.И.Т.                               | Agents of S.H.I.E.L.D.             | Девіс (27 епізодів)                                       |
| 2014—2016 | с  | Останній корабель                           | The Last Ship                      | Дерек Еванс (3 епізоди)                                   |
| 2018      | с  | Безсоромні                                  | Shameless                          | Лен Мартіні (Епізод: "Are You There Shim? It's Me, Ian.") |
| 2019      | с  | Новий Амстердам                             | New Amsterdam                      | Анджело Руссетті (Епізод: "Happy Place")                  |
| 2020      | ф  | Грейхаунд                                   | Greyhound                          | Орел                                                      |
| 2020      | с  | Макгайвер                                   | MacGyver                           | Антон (Епізод: "Right + Wrong + Both + Neither")          |
| 2021      | с  | Ходячі мерці: Світ за межами                | The Walking Dead: World Beyond     | Денніс Грем (9 епізодів)                                  |
| 2023      | с  | Тед Лассо                                   | Ted Lasso                          | Зава (4 епізоди)                                          |
| 2025      | ф  | Профі                                       | A Working Man                      | Дімі Колісник                                             |